# Бондаревский, Иван Тихонович
Иван Тихонович Бондаревский (1912—1982) — советский работник сельского хозяйства, скотник конного завода, Герой Социалистического Труда.

## Биография
Родился 15 апреля 1912 года в селе Кистинское Благодарненского уезда Ставропольской губернии Российской империи, ныне село Манычское Апанасенковского района Ставропольского края.
В 13 лет Иван начал работу чабаном в племсовхозе «Первомайский». В 1929 году с семьёй переехал в овцесовхоз № 7 Зимовниковского района Ростовской области. С мая 1932 года работал в овцесовхозе № 18.
В 1938—1956 годах работал табунщиком Конного завода № 163 Зимовниковского района Ростовской области. Во время Великой Отечественной войны вместе с другими рабочими завода угонял скот на восток, спасая от фашистов. С 1956 года работал старшим скотником, затем — руководителем бригады по откорму гурта молодняка крупного рогатого скота Конного завода № 163 (хутор Камышев). Иван Тихонович был одним из инициаторов внедрения интенсивного метода откорма крупного рогатого скота, опыт работы его бригады перенимали не только в районе, но и за его пределами. Также занимался общественной деятельностью — избирался делегатом XIII Съезда профсоюзов СССР, был членом Ростовского обкома и Зимовниковского райкома КПСС и депутатом областного и районного Советов депутатов трудящихся.
В 1970-х годах вышел на пенсию. Умер 12 марта 1982 года.

## Награды
- Указом Президиума Верховного Совета СССР от 22 марта 1966 года за достигнутые успехи в развитии животноводства, увеличении производства и заготовок мяса Бондаревскому Ивану Тихоновичу присвоено звание Героя Социалистического Труда с вручением ордена Ленина и золотой медали «Серп и Молот».
- Также награждён орденом Трудового Красного Знамени и медалями, среди которых «За трудовую доблесть» (1964).
- В 1963 году постановлением Бюро Ростовского сельского обкома КПСС, Исполкома Совета депутатов трудящихся и Совета профсоюзов Бондаревский был занесён на областную доску Почета и был награждён дипломом с присвоением звания «Лучший животновод Дона».

## Интересный факт
Иван Тихонович был скромным и трудолюбивым человеком, от природы наделённый большим ростом и силой. Приехавший в Ростовскую область в августе 1964 года Первый секретарь ЦК КПСС Н. С. Хрущёв пожелал встретиться со знаменитым пастухом прямо в его владениях недалеко от центральной усадьбы хутора Камышев на откормочном гурту. Старожилы рассказывают, что выслушав слова Бондаревского о жизни тружеников хозяйства, гость неожиданно предложил побороться с ним. Скотник поначалу растерялся, но после недолгих колебаний принял дипломатическое решение — для вида чуть-чуть посостязавшись с пыхтевшим Никитой Сергеевичем, Иван Тихонович под бурные аплодисменты окружившей борцов публики словно подкошенный рухнул на солому.

## Труды
И. Т. Бондаревский был автором работ:
- И. Т. Бондаревский. Бригада сдаёт 1000 ц говядины: опыт круглогодового откорма крупного рогатого скота // Молот : газета. — Ростов-на-Дону, 1960. — 23 января. — С. 2.
- И. Т. Бондаревский. Больше, дешевле // Молот : газета. — Ростов-на-Дону, 1962. — 7 декабря. — С. 2.
- И. Т. Бондаревский. К новым рубежам // Молот : газета. — Ростов-на-Дону, 1966. — 24 декабря. — С. 2.
- И. Т. Бондаревский. Как мы выращиваем и нагуливаем молодняк крупного рогатого скота // Молочное и мясное скотоводство : журнал. — 1960. — № 11. — С. 23-25.
- И. Т. Бондаревский. В чём секрет и есть ли он? // Молочное и мясное скотоводство : журнал. — 1964. — № 5. — С. 6-11.
- И. Т. Бондаревский. С прибылью // Сельскохозяйственное производство Северного Кавказа и ЦЧО : журнал. — 1963. — № 4. — С. 28.